# Daphnis et Chloé

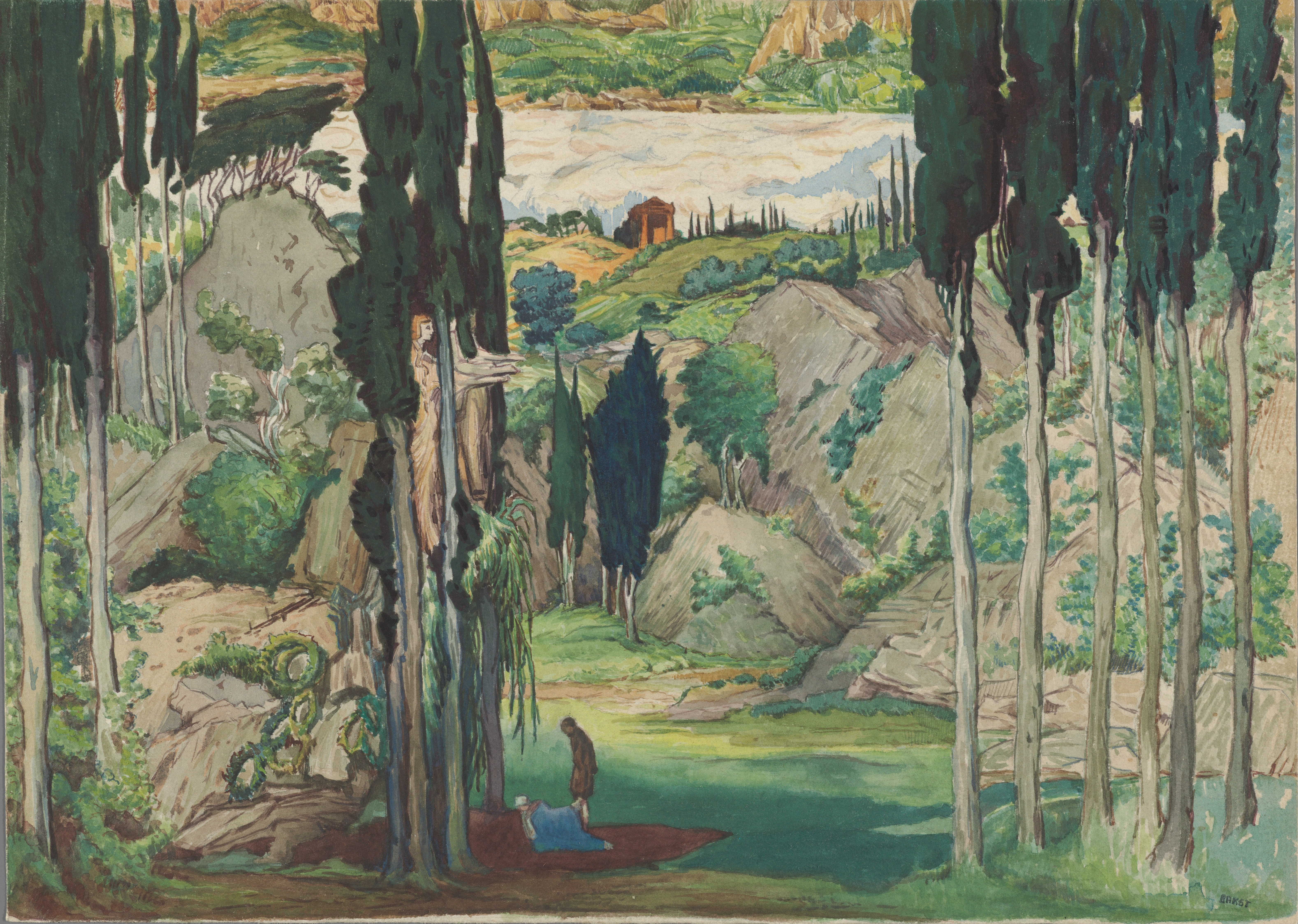
Disseny del decorat utilitzat en l'estrena mundial del ballet (Léon Bakst)

Daphnis et Chloé és un ballet amb música de Maurice Ravel. Ravel la va descriure com una symphonie choréographique (simfonia coreogràfica). L'escena va ser adaptada per Michel Fokine, d'un romanç de l'escriptor grec Longus, titulat Dafnis i Cloe, que es creu que va ser escrita en el segle iii aC. Tracta de l'amor i la relació delicadament eròtica entre un cavaller i una pastora. Consta d'un acte i tres escenes.

## Composició de l'obra
Ravel va començar a treballar en la partitura el 1909 sota encàrrec de Serguei Diàguilev. Va ser estrenada en el Théâtre du Châtelet de París pels Ballets Russos el 8 de juny de 1912. L'orquestra simfònica va ser dirigida per Pierre Monteux, la coreografia la va fer Michel Fokine i Vàtslav Nijinski va fer el paper de Dafnis. L'escenografia notablement original va ser dissenyada per Léon Bakst.
L'obra està escrita per una gran orquestra, i inclou parts per a un cor sense paraules (només vocalitzacions i murmuris). Quan Diágilev va portar el ballet a Londres el 1914, va prescindir del cor, cosa que va fer que Ravel escrivís una colèrica carta al diari The Times.
Amb aproximadament una hora de duració, Daphnis et Chloé és l'obra més llarga de Ravel. La música, una de les més apassionades del compositor, és àmpliament considerada com una de les millors obres de Ravel, amb harmonies exuberants típiques de l'impressionisme musical. Posteriorment el compositor va seleccionar diferents fragments del ballet per a fer dues suites orquestrals, la segona de les quals és particularment popular. L'obra completa en si és interpretada més en concert que en escena.

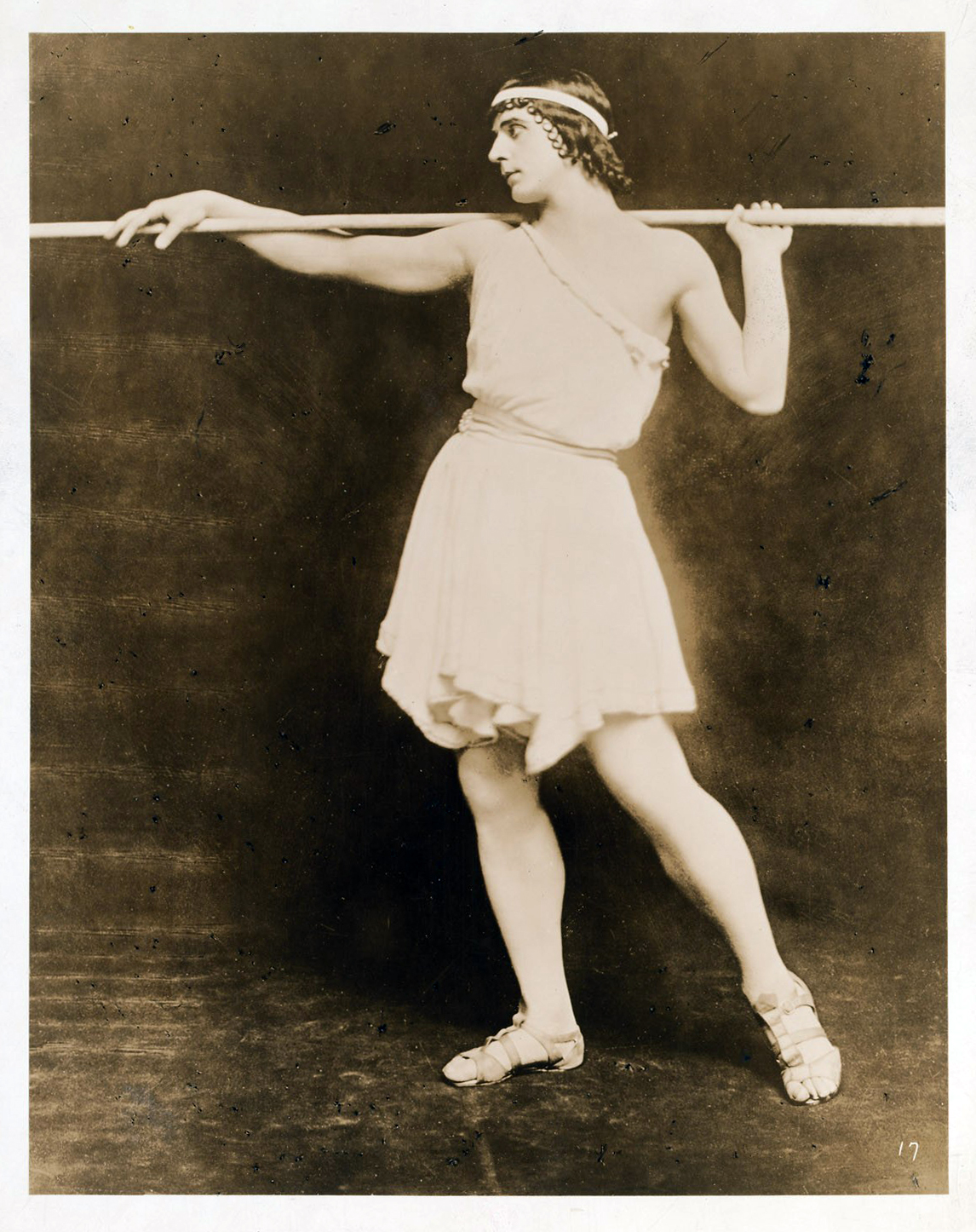
Michel Fokine, Daphnis et Chloé, c. 1910

## Estructura
El ballet consta de tres parts diferenciades.
Primera part.
II. Introduction
III. Danse religieuse
IV. Les jeunes filles attirent Daphnis - Danse générale
V. Daphnis s'approche tendrement de Chloé
VI. Danse grotesque de Dorcon
VII. Danse légère et gracieuse de Daphnis
VIII. Danse de Lyceion
IX. Une lumière irréelle enveloppe le paysage
X. Danse lente et mystérieuse des Nymphes
XI. Derrière la scène, on entend des voix
Segona part.
XII. Animé et très rude
XIII. Danse suppliante de Chloé
Tercera part.
XIV. Aucun bruit que le murmure des ruisselets amassés par la rosée qui coule des roches
XV. Cbloé figure la jeune nymphe errant dans la prairie
XVI. Devant l'autel des Nymphes - Danse générale

## Altres ballets de Ravel
Ravel va escriure altres obres que després es van convertir en ballet. Va orquestrar la seva suite per a piano Ma mère l'Oye per a ballet. El seu cèlebre Boléro, que és ara una popular obra d'exhibició orquestral, va ser originalment composta per a ser ballada. També va contribuir al ballet corporatiu L'eventail de Jeanne.